# Шийко Ростислав Орестович
Ростисла́в Оре́стович Шийко́ (позивний «Дрогобич» 23 липня 1989, Львів — 15 жовтня 2022) — український військовослужбовець, учасник російсько-української війни, фанат футбольного клубу «Карпати» (Львів), представник колективу Banderstadt ultras.

## Життєпис
Ростислав Орестович Шийко народився 23 липня 1989 року у Львові. Навчався у Ліцеї Міжнародних Відносин ім. В. Стуса. З дитинства відзначався нетерпимістю до всього російського. Ще в дошкільному віці палив передвиборчі плакати та агітки комуністичної партії, які знаходив у під'їздах. Займався спортом, зокрема, футболом та боксом.  Закінчив Національний університет «Львівська політехніка».
У 16-річному віці вперше прийшов на фанатський сектор стадіону «Україна». Для нього це стало найвизначнішою подією, яку згадував з таким захватом в очах, який не описати жодними словами. Далі — більше сотні виїздів за рідний клуб та національну збірну, численні перфоманси, банери, графіті, стікери, просування футболок з символікою «Карпат», бійки з іншими фанатськими рухами, друзі в кожному українському місті, повстанські пісні на секторі та серце, де фраза «Україна понад усе» — не просто гасло, а сенс буття.
Учасник Помаранчевої Революції, а пізніше Революції Гідності. Волонтер, а в 2015 році боєць полку «Азов», що захищав цілісність країни під час АТО. Був мінометником. 23 липня у День свого народження склав присягу на вірність народу України. І дотримав її… Щоб Ростислав не робив задля перемоги, йому завжди здавалось — цього недостатньо, замало. Ставши батьком у 2016 році і маючи менше часу для активістських справ, успішно почав вести блог «Військова історія». Його знання світової та української історії були бездонними. Досконало вивчив історію Балканських воєн, В'єтнамську війну та участь українців у цьому. Знімався в телепередачі про військові конфлікти на 24 каналі.
Щороку на День Незалежності купляв синьо-жовті стрічки і разом з маленькими донечками пов'язував їх на могилах Січових Стрільців, що на Янівському кладовищі. Пам'ять і шана про подвиги минулих поколінь пронизувала всю його сутність. З початком повномасштабного вторгнення «Дрогобич» одразу став до зброї. Не вагаючись пішов у військкомат, але через ряд певних обставин поїхати на фронт не вдалось, що дуже його пригнічувало. 5 місяців добивався дозволу аби відправитись на Схід країни у складі своєї 103-ї бригади ТрО.

## Смерть
Ростислав Шийко загинув 15 жовтня 2022 року обороняючи Луганську область. Його життя, а також життя ще одного фаната львівського клубу — Юри «Тая», обірвало ураження від вибуху протитанкової міни. У полеглого Воїна залишились дружина і дві маленькі донечки. Близькі та побратими впевнені, що вчинити інакше, і не стати на захист своєї землі Ростислав не зміг би. Його внутрішній світ кипів, наче жерло вулкана, даючи йому та оточуючим наснаги до боротьби. Підтверджуючи ці слова, друзі невтомно несуть на могилу вірного сина України зелено-білі «рози» «Карпат», міцно закарбовуючи те, яким він був.
Ростислав був надзвичайно хоробрим, освіченим, відданим, ідейним, за його скромністю ховався гострий розум, за аристократичною стриманістю — досвід і сила, він був істориком й творцем історії.

## Про Ростислава
- «У 2019 році, коли на „24 Каналі“ ми почали готувати проєкти на військово-історичну тематику, Ростислав „Дрогобич“ став для мене відкриттям. За скромністю й аристократичною стриманістю відчувався істинно джентльменський набір: досвід і сила. Історик і творець історії. Ростислав — боєць „Азову“ у спекотному 2015-му, автор блогу „Військова історія“. Якось ми робили програму про Пилипа Коновала, і він сказав: „Зазвичай найкрутіші у світі люди завжди непримітні“. Тоді йшлося про Пилипа Коновала, кавалера найвищої військової нагороди Великої Британії — Хреста Вікторії. Нам здавалося, що він один із найкращих прикладів для наслідування, але сьогодні ти, Ростику, стоїш разом із ним в одному строю. Твою допитливість завжди супроводжували натхнення і добра думка, а завдяки тобі я переконався, що в „забіганому“ світі все ще є відкритість і справжні цінності. Дякую тобі за все! Щирі співчуття дружині, доням і всім близьким», – написав про Ростислава Андрій Конько.
- «Ростислав вів активний спосіб життя, цікавився історією, футболом та політикою, був відчайдушним та водночас виваженим, чуйним чоловіком, відданим побратимом, дуже ідейною людиною. А ще справжнім націоналістом, патріотом України та палким вболівальником львівських „Карпат“. Ми всі будемо пам'ятати його як люблячого батька та чоловіка, справжнього воїна, людину честі», — згадує про Ростислава його друг Марко Гоголь.
- «Ти завжди турбувався результатом: чи все йде як треба, чи достатньо зроблено, чи не забагато помилок. Якщо малювати банер, то найкращий, якщо планувати виїзд, то найкрутіший, якщо організовувати дозвілля — щоб усе йшло як по маслу. Твоя улюблена Хорватія — ти знав її досконало, Балканські війни, футбол, друзі-фронтовики, душевні бесіди та принципові сутички — друже, все це недаремно, ніщо не забуте, усе живе і залишається в пам'яті! Суцільна відданість ідеалам: сім'я, революція, війна! Найбільша твоя перемога — прекрасна дружина та дві неймовірні доні — це те, чого ніколи не відбере і не занапастить жодна сила в цьому світі. У них я бачу твоє віддзеркалення і твій тріумф. Ти б не всидів вдома, бо те, що бурлить всередині, — завжди вийде назовні. Твій внутрішній світ кипів, як жерло вулкана, твій шлях ніколи не припадав пилом… Саме на узбіччі цієї дороги боротьби тебе з побратимами й підстерегла підступна протитанкова міна. Ти спалахнув в еквіваленті мільйонів наднових зірок та пішов далі своїм Чумацьким Шляхом — туди, де всі герої минулих поколінь збираються біля затишної ватри! Розпалюй багаття!» Журналіст, а сьогодні військовослужбовець Юрій Герун[3]